# Juan José de Urmeneta
Juan José de Urmeneta (Cádiz, 1800-Cádiz, 1883) fue un pintor y escultor español.

## Biografía
Nació el 26 de noviembre de 1800 en Cádiz. Pintor y escultor, fue discípulo de la Escuela de Bellas Artes de Cádiz, y posteriormente profesor de modelado en la misma, individuo de la Academia de San Baldomero de Cádiz desde su fundación en 1842; de la comisión de Monumentos históricos y artísticos de dicha provincia, en representación de la Academia de San Fernando, y de la Sociedad económica gaditana de Amigos del País. Falleció en Cádiz el 24 de febrero de 1883.
Entre sus obras, tanto de pintura como de escultura, Ossorio y Bernard es capaz de citar Un episodio de la degollación de los Inocentes, en yeso; Retrato del autor, busto en yeso; otro busto del pintor Joaquín Manuel Fernández; lienzo representando á San Basilio, Obispo, que se encontraba en la capilla de religiosas de la catedral nueva de Cádiz; Retrato de la Sra. Doña Ana Urrutia de Urmeneta, académica por la pintura de la gaditana de Nobles Artes, que se conservaba en el Museo provincial de Cádiz.